# Halichoeres adustus
Halichoeres adustus е вид лъчеперка от семейство Labridae. Видът е световно застрашен, със статут Уязвим.

## Разпространение
Разпространен е в Еквадор, Колумбия, Коста Рика и Мексико.